# Де Сантис, Орхидея
Орхидея де Сантис (род. 20 декабря 1948 года, Бари) — итальянская актриса театра, кино и телевидения.

## Биография
Начинала карьеру как певица и театральная актриса. Долго колебалась между кино и радио, театром и музыкой, пока не попала на телевидение. В настоящее время ведёт блог[уточнить] и сотрудничает с несколькими группами экологов и защитников животных.

## Избранная фильмография
- I due figli di Ringo (1966)
- How I Learned to Love Women (1966)
- Psychopath (1968)
- The Weekend Murders (1970)
- A Suitcase for a Corpse (1970)
- Seven Murders for Scotland Yard (1971)
- Le calde notti del Decameron (1972)
- The Ribald Decameron (1972)
- Le mille e una notte all’italiana (1972)
- Devil in the Brain (1972)
- Alla mia cara mamma nel giorno del suo compleanno (1974)
- Per amare Ofelia (1974)
- Charley’s Nieces (1974)
- La nipote (1974)
- The Sensual Man (1974)
- Il vizio di famiglia (1975)
- L’ingenua (1975)
- Una bella governante di colore (1976)
- La dottoressa sotto il lenzuolo (1976)
- L’appuntamento (1977)
- Tre sotto il lenzuolo (1980)
- Arrivano i gatti (1980)
- Close Friends (1992)